# Szabados László (úszó)
Szabados László (Szabadka, 1911. április 11. – Budapest, 1992. április 28.) Európa-bajnok, olimpiai bronzérmes úszó.
Édesapja ügyész volt. Már fiatal korában szülővárosában több sportágat kipróbált (atlétika, tenisz, evezés, jégkorongozás), de végül az úszásnál kötött ki. Budapesten folytatta középiskolai, majd egyetemi tanulmányait. A Zrínyi Miklós Gimnáziumban érettségizett, majd a Pázmány Péter Tudományegyetemen szerzett jogi doktorátust. 1929-ben az országos középiskolás döntőben (KISOK) 100 méteres gyorsúszásban már második lett. 1928-tól a Magyar Úszó Egyesület, 1929-től pedig az Újpesti TE és a Főiskolás Bajtársi Egyesület tagja.
1931 és 1934 között hétszer volt az úszóválogatott tagja.
Olimpiai szereplése:
1932, Los Angeles: III., úszás, 4 × 200 m gyorsváltó, 9:31,4 (Wanié András, Szabados László, Székely András, Bárány István)
Európa-bajnokság:
1931, Párizs: I., úszás, 4 × 200 m gyorsváltó, 9:34,8 (Wanié András, Szabados László, Székely András, Bárány István)
Főiskolai világbajnokság:
1933, Torino: I., úszás, 4 × 200 m gyorsváltó
1935, Budapest: I., úszás, 4 × 200 m gyorsváltó

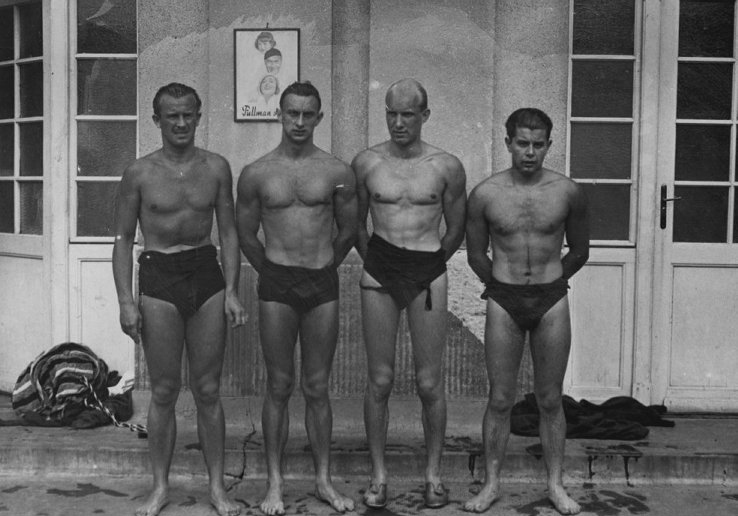
Úszóváltó 1935-ben (balról jobbra): Szabados László, Csik Ferenc, Lengyel Árpád, Gróf Ödön